# Gyňov
Gyňov (in ungherese Hernádgönyű) è un comune della Slovacchia facente parte del distretto di Košice-okolie, nella regione di Košice.